# Віртуальність (фільм, 2009)
«Віртуальність» (англ. Virtuality) — фантастичний фільм Пітера Берга. Спочатку замислювався як серіал для телеканалу Fox Broadcasting Company за сценарієм Рональда Д. Мура та Міхаеля Тайлера. Однак після запуску пілотної серії в мережі Fox знімати серіал не стали. У результаті 26 червня 2009 року був випущений повнометражний фільм.

## Сюжет
Дія фільму розгортається на першому міжзоряному кораблі «Фаєтон», спрямованому до Епсилон Ерідана . Для того, щоб частково окупити витрати на політ, було ухвалено рішення транслювати його як реаліті-шоу на тому самому каналі Fox Broadcasting Company. Дія фільму відбувається через півроку після початку польоту, коли корабель наблизився до Нептуна, поблизу якого він повинен зробити гравітаційний маневр . Після проходження цього маневру можливість повернення на Землю буде втрачено. Після завершення маневру «Фаетон» повинен включити «Диск Оріона», що є імпульсним ядерним двигуном і вирушити до Епсилон Ерідана. Однак, саме в цей момент починаються неприємності. У модулі віртуальної реальності з'являється невідома людина, яка знову і знову вбиває членів команди під час їх віртуальних подорожей і навіть чинить над ними сексуальне насильство . Постає питання про припинення місії та повернення на Землю, однак, команда все ж таки вирішує продовжити політ. У цей час гине командир корабля Френк Пайк, залишивши по собі таємниче послання «Ніщо з цього не реально, йди за мною, крізь дзеркало по кролячій норі».

## У ролях
- Ніколай Костер-Вальдау — Френк Пайк, командир корабля
- Керрі Біше — Біллі Кашмірі, фахівець з комп'ютерів, яка веде реаліті-шоу.
- Джой Брайант — Еліс Тібаду, астробіолог
- Хосе Пабло Кантільо — Мені Родрігес, астрофізик
- Річі Костер — Джиммі Джонсон, інженер імпульсного двигуна, заступник командира
- Джеймс Д'арсі — Роджер Феллон, психолог, продюсер реаліті-шоу
- Клеа ДюВалл — Сью Парсонс, пілот, інженер озброєння
- Джин Фарбер — Вал Орловськи, геолог
- Сієнна Гіллорі — Рікка Годдарт, ботанік, мікроекзобіолог
- Ерік Дженсон — Джулс Браун, штурман, конструктор «Фаєтона»
- Нельсон Лі — Кендзі Ямамото, астробіолог
- Омар Метвеллі — Адін Меєр, медик
- Джиммі Сімпсон — людина з віртуальної реальності
- Кері Волгрен — Джин (комп'ютер)